# Império Coreano
O Império Coreano (em coreano: 대한제국; Hanja: 大韓帝國; RR: Daehan Jeguk; MR: Taehan Cheguk; lit. Império da Grande Coreia) oficialmente o Império da Coreia ou Coreia Imperial, foi um estado monárquico coreano proclamado em outubro de 1897 pelo Rei Gojong da Dinastia Joseon. O império permaneceu até a anexação da Coreia pelo Império do Japão em agosto de 1910.
Durante o Império Coreano, o Imperador Gojong supervisionou a Reforma Gwangmu, uma modernização e ocidentalização parcial das forças armadas, da economia, do sistema fundiário, do sistema educacional e de várias indústrias da Coreia. Em 1905, o Império Coreano tornou-se um protetorado do Império do Japão. Após a anexação japonesa em 1910, o Império Coreano foi abolido.

## História

### Formação
A resistência contra o conceito de a Coreia ter uma relação tributária com a China aumentou no século XVII. À medida que a Dinastia Ming foi substituída pela Dinastia Qing, a entrada das ideias ocidentais na Coreia causou o aumento de sentimentos anti-tributários na Coreia. Além disso, após a abertura da Coreia, os membros do Partido Gaehwa declararam frequentemente independência da China, mas como a China aumentou exclusivamente a sua interferência após o Incidente de Imo e o Golpe de Gapsin. 
Contudo, após a vitória japonesa na Primeira Guerra Sino-Japonesa, Joseon conquistou a independência da Dinastia Qing. Proclamar um império foi visto por muitos políticos como uma boa forma de manter a independência.  Depois que Gojong da Coreia retornou de seu exílio na legação russa, muitos funcionários solicitaram que Gojong proclamasse um império para fortalecer o país e construir uma estrutura firme como um estado independente.  Além disso, Gojong percebeu que a Coreia precisava de uma nova constituição para obter o apoio público e de uma oportunidade para iniciar uma reforma drástica. Ele estabeleceu Gyo Junso para administrar a constituição reformada. O Gyo Junso incluía todas as facções coreanas, o que o impedia de realizar conquistas notáveis. O principal conflito entre os membros era sobre a autoridade do rei. O Gyo Junso foi dissolvido em 1899, sem sucesso. 
Em outubro de 1897, Gojong foi coroado em Hwangudan.  A coroação incluiu ambos os estilos de coroação ocidental e tradicional asiático.  Gojong nomeou o novo império Daehan e mudou o ano de reinado para Gwangmu, sendo 1897 o primeiro ano de Gwangmu.  Gojong fez a constituição do país em 1898, que deu toda a autoridade ao imperador. 
No início, as principais nações não aceitaram a proclamação do império, alegando que este não valia mais do que um único rublo ou moeda. A resposta estrangeira negativa ao novo império deveu-se à independência da Coreia da influência estrangeira, que dominou o seu cenário político e económico. Entre as nações estrangeiras, Qing mostrou a sua oposição de forma mais explícita. Eles consideravam a formação do Império Coreano um acontecimento mais embaraçoso do que a perda da Primeira Guerra Sino-Japonesa. Mas uma vez que se tornaram um império, estas nações reconheceram implicitamente a Coreia como um império. Isso foi demonstrado na forma como monarcas estrangeiros reconheceram Gojong como imperador. 

### Reformas

#### Ascensão dos direitos civis e o Clube da Independência
Embora toda a autoridade residisse no imperador, a influência popular na política aumentou a partir da era Joseon. Muitos jornais como o Tongnip Sinmun foram criados, promovendo a consciência política. Muitas organizações foram estabelecidas, incluindo o Clube da Independência. Além disso, os protestos não foram proibidos e as pessoas protestaram pelas reformas em Seul.  O Clube da Independência tentou trazer muitas reformas ao país para melhorar os direitos civis. O clube fundou o Junchuwon, que era um senado ocidentalizado do Império Coreano.  Em outubro de 1898, o Clube da Independência fez seis pedidos ao imperador: 
1. Nem os funcionários nem o povo dependerão da ajuda externa, mas farão o seu melhor para fortalecer e defender o poder imperial.
2. Todos os documentos relativos a empréstimos estrangeiros, à contratação de soldados estrangeiros, à concessão de concessões, etc., na verdade, todos os documentos elaborados entre o governo coreano e uma parte ou empresa estrangeira, serão assinados e selados por todos os Ministros de Estado e o Presidente do Conselho Privado.
3. Os infratores importantes serão punidos somente depois de terem recebido um julgamento público e ampla oportunidade para se defenderem.
4. A Sua Majestade pertencerá o poder de nomear Ministros, mas no caso de a maioria do Gabinete desaprovar a nomeação do Imperador, ele não será nomeado.
5. Todas as fontes de receitas e métodos de arrecadação de impostos serão colocados sob o controle do Departamento de Finanças, não sendo permitido a nenhum outro departamento, funcionário ou corporação interferir neles; e as estimativas e balanços anuais serão tornados públicos.
6. As leis e regulamentos existentes serão aplicados sem medo ou favor.

No entanto, o Partido Sugu, que se opunha ao Partido da Independência, espalhou falsos rumores de que o clube estava tentando depor o imperador, estabelecer uma república e nomear Bak Jeongyang presidente com Yun Chi-ho como vice-presidente.  Ao ouvir esse boato, Gojong ordenou a apreensão imediata dos membros do Clube da Independência. Entre os 20 dirigentes do clube, 17 foram presos. Os membros do Partido Sugu queriam executar estes líderes, mas o exílio do Presidente Yun Chi-ho levou o partido a concentrar-se na prisão de Yun. Em 5 de novembro de 1898, Gojong proibiu o clube por meio de um decreto imperial. Além disso, substituiu ministros que assinaram os seis requerimentos do Clube da Independência.  O novo gabinete foi formado por muitos políticos conservadores que eram mais conservadores em comparação com os membros do Clube da Independência. 
Outra parte da reforma sob o Império Coreano foi a reforma militar. Tanto os conservadores como os progressistas concordaram com o fortalecimento militar. No entanto, enfrentaram obstáculos à medida que a Reforma Gabo enfraqueceu gravemente as forças armadas coreanas. 

Brasão do Imperador

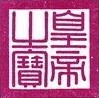
Selo do Imperador

### 1898–1904

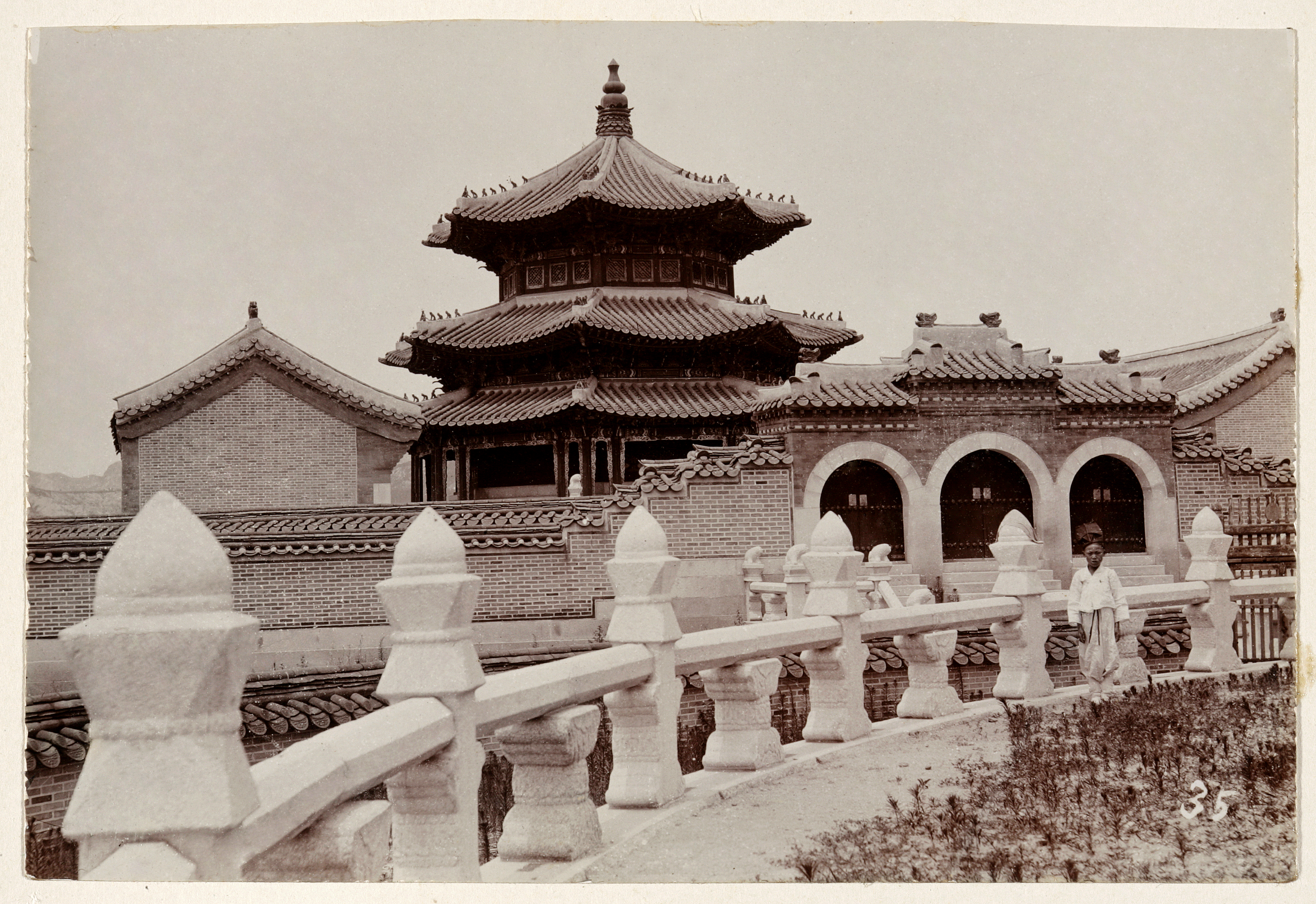
Hwangudan em 1906

Logo após dissolver pela força o Clube da Independência e a Associação Conjunta Popular, Gojong procurou formar seu novo gabinete com políticos conservadores. Autoridades liberais, como Min Young-hwan, Han Kyu-seol, Yi Hak-gyun e Yi Jong-geon, receberam sua demissão, enquanto seus homólogos conservadores experimentaram ascensão ao poder: Shim Sang-hun como o Uijeongbu Chanjung, Yu Gi -hwan como Ministro, Min Young-gi como Ministro da Economia, Shin Gi-sun como Ministro da Educação, Min Byeong-seok como Ministro das Forças Armadas e Yi Gi-dong como comandante do 1º Batalhão do 1º Regimento Siwi. Além disso, muitos Bobusangs foram integrados ao funcionalismo, que 46 Bobusangs receberam posição no funcionalismo; esta ascensão dos Bobusangs foi um tormento para os plebeus que sofreram com sua tirania como autoridades locais. 
Embora o Clube da Independência tenha sido proibido, as reformas não foram interrompidas e a Reforma Gwangmu continuou. Políticos conservadores ou de centro-esquerda como Min Young-hwan, Han Kyu-seol, Yi Yong-ik, Shim Soon-taek, Yun Ung-nyeol e Shim Sang-hun lideraram as reformas. Entre esses ministros, Yun Ung-nyeol . Yi Yong-ik e Shim Sang-hun eram odiados pelos ex-membros do Clube da Independência.  Estas autoridades tentaram reformar o país de forma conservadora.  O novo gabinete formado por políticos conservadores queria fortalecer o poder do imperador. Isso exigiu mais impostos dos cidadãos. Como resultado, muitos impostos menores que foram abolidos pela Reforma Gabo foram revividos. Este aumento de impostos permitiu ao Governo Imperial ser rico o suficiente para realizar reformas. 
O novo gabinete também enfatizou a independência do país, levando à ampliação do Exército Imperial Coreano.  O coronel Dmitry Putyata e alguns oficiais foram enviados da Rússia para a Coreia. Contudo, Putyata teve conflitos com Min Young-hwan, que era o ex-embaixador na Rússia.  Ele retornou à Rússia em 26 de novembro de 1897, após ajudar na modernização do exército.  Em 1898, foram formados mais 10 batalhões.  Ao enviar tropas, o império tentou proteger o seu povo. As forças Jinwidae foram posicionadas em Jiandao, onde viviam muitos coreanos.  O novo gabinete também queria estabelecer uma marinha moderna, comprando navios, sendo o KIS Yangmu o primeiro navio a ser comprado, por apenas 451.605 won. 
O governo tentou industrializar o país enviando muitos estudantes ao exterior para estudar indústria. Muitas novas tecnologias foram trazidas para a Coreia e muitas empresas foram estabelecidas.  A formalização dos registos de propriedade da terra também permitiu uma melhor cobrança do imposto sobre a terra.  Estas reformas foram capazes de trazer mudanças ao Império Coreano que tornaram o país mais rico e mais forte.
Além disso, foram iniciadas reformas do sistema fundiário para estabelecer uma propriedade adequada da terra. Sob a liderança do Ministro do Interior Bak Jeongyang e do Ministro da Agricultura e Indústria Yi Do-jae, reformas do sistema fundiário foram propostas em junho de 1898. O novo sistema não incluía apenas o terreno ou a casa em si, mas também o entorno do terreno. Esta proposta foi negada porque apenas 4 em cada 10 ministros concordaram com a proposta. No entanto, quando Gojong revisou esta conferência de gabinete, ele ordenou que a reforma do sistema fundiário fosse prosseguida conforme a proposta. 

#### Relações Exteriores
Um dos principais problemas do Império Coreano eram as relações exteriores. Apesar da sua neutralidade oficial, o país tinha muitas políticas que favoreciam o Império Russo. A Rússia interveio frequentemente na Coreia e muitos dos recursos naturais da Coreia foram enviados para a Rússia. 
Os historiadores ainda não têm certeza de quais eram as reais intenções da Rússia para a Coreia na época. De acordo com um despacho enviado de Xangai, a Rússia tentou fazer do Império Coreano um protetorado do Império Russo.  Mas o próprio czar Nicolau II não desejava colonizar a Coreia. Em 1901, Nicolau disse ao Príncipe Henrique da Prússia: "Não quero tomar a Coreia, mas sob nenhuma circunstância posso permitir que o Japão se estabeleça firmemente lá. Isso será um casus belli." 

### Acordo Taft-Katsura e a Guerra Russo-Japonesa
Antes da Guerra Russo-Japonesa, a Coreia tentou mostrar sua neutralidade a diferentes países ocidentais. Em 27 de janeiro de 1904, a Rússia, a França, a Alemanha e o Reino Unido elogiaram formalmente a declaração de neutralidade da Coreia. 
Mais tarde naquele ano, em 22 de agosto, foi assinado o primeiro tratado entre o Japão e a Coreia, conhecido como Primeira Convenção Japão-Coreia. Isto permitiu a criação de uma guarnição japonesa na Coreia, o Exército Japonês Coreano.  O Acordo Taft-Katsura (também conhecido como Memorando Taft-Katsura) foi emitido em 17 de julho de 1905. Na verdade, não foi um pacto ou acordo secreto entre os Estados Unidos e o Japão, mas sim um conjunto de notas sobre discussões sobre as relações EUA-Japão entre membros dos governos de ambos os países.  O primeiro-ministro japonês Taro Katsura aproveitou a oportunidade apresentada pela escala do secretário da Guerra William Howard Taft em Tóquio para extrair uma declaração de Taft sobre a questão coreana, na qualidade de representante da administração Roosevelt.  Taft expressou no memorando que uma relação de suserano com o Japão guiando a Coreia "contribuiria para a paz permanente no Extremo Oriente". 
Em setembro de 1905, a Rússia e o Japão assinaram o Tratado de Portsmouth, encerrando a Guerra Russo-Japonesa e estabelecendo firmemente a influência do Japão na Coreia. Contactos diplomáticos secretos foram enviados pelo Imperador Gwangmu no outono de 1905 a entidades fora da Coreia que apresentavam o caso desesperado da Coreia para preservar a sua soberania, uma vez que os canais diplomáticos normais já não eram uma opção, devido à vigilância constante por parte dos japoneses. 

### Tratado de Eulsa

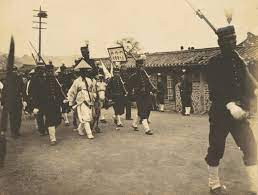
Funeral de estado de Min Young-hwan que cometeu suicídio em protesto ao Tratado de Eulsa

Até 1905, o Império Coreano avançava devido às reformas. No entanto, as coisas mudaram após o Tratado de Eulsa. Pelo acordo Taft-Katsura, a América e o Japão deram consentimento mútuo à colonização americana das Filipinas e à colonização japonesa da Coreia. Através de numerosos tratados, o Japão isolou a Coreia. O Imperador Gojong se opôs ao Tratado de Eulsa, mas as negociações prosseguiram sem ele. Havia oito ministros na sala de conferências. Primeiro Ministro Han Kyu-seol, Ministro do Exército Yi Geun-taek, Ministro do Interior Yi Ji-yong, Ministro das Relações Exteriores Park Je-sun, Ministro da Agricultura, Comércio e Indústria Gwon Jung-hyeon, Ministro das Finanças Min Yeong-gi e o Ministro da Justiça Yi Ha-yeong foram os ministros coreanos na sala de conferências. Exceto Han Kyu-seol, Min Yeoung-gi e Yi Ha-yeong, todos os ministros concordaram com o tratado, que estabeleceu um protetorado japonês sobre a Coreia.  Após a assinatura do tratado, o Waebu, que era o Ministério das Relações Exteriores, foi dissolvido. Todas as relações exteriores da Coreia eram agora tratadas por Tóquio.  Muitas embaixadas foram retiradas da Coreia devido ao tratado. Em 1º de fevereiro de 1906, Itō Hirobumi, que liderou as negociações do tratado japonês, tornou-se o primeiro Residente-Geral Japonês da Coreia. 

### Resistência coreana
Para manifestar a invalidade do Tratado de Eulsa, Gojong enviou várias embaixadas secretas para pedir apoio. O primeiro alvo da diplomacia secreta coreana foi a Rússia. Os coreanos acreditavam que a Rússia ajudaria a independência coreana, pois vários coreanos que fugiram para Xangai após o Tratado Japão-Coreia de 1904, como Yi Hak-gyun, enviaram cartas do ex-ministro russo para a Coreia Pavlov, que dizia que o Japão seria retirado pelos russos forças, e a Rússia garantiria a independência coreana. 
Outra resposta ao Tratado de Eulsa foi o suicídio. Yi Han-eung e Min Young-hwan são exemplos dessa resistência.  Muitos juntaram-se aos exércitos justos e alguns até tentaram assassinar os cinco ministros coreanos que consentiram no tratado também conhecidos como os Cinco Traidores de Eulsa. 
Freqüentemente, o próprio Gojong da Coreia liderou a resistência. Ele enviou muitas mensagens a monarcas europeus como Guilherme II da Alemanha, Jorge V do Reino Unido, Nicolau II da Rússia, etc.  Ele enviou Homer Hulbert, um missionário e jornalista americano, aos Estados Unidos como emissário para repudiar o tratado.  Em junho de 1906, Nicolau II enviou secretamente a Gojong um convite para a Convenção de Haia de 1907. Ele enviou emissários a Haia para repudiar o Tratado de Eulsa. No entanto, os emissários não receberam reconhecimento.  As casas de Ye Wanyong foram queimadas pelo povo e o exército nipo-coreano interveio para suprimir o descontentamento público.  Esses atos contra os termos do tratado levaram à abdicação de Gojong, que foi sucedido por Sunjong em 19 de julho de 1907. 

### Protetorado japonês e anexação
Depois que Sunjong se tornou imperador, o Tratado Japão-Coreia de 1907 foi assinado. Segundo o tratado, mais japoneses foram empregados no governo coreano e começaram a intervir mais nos assuntos coreanos.  As forças do General Hasegawa guarneceram o palácio. Alguns regimentos do Exército Imperial Coreano foram desarmados. O Pyeongyang Jinwidae, que era a unidade de elite do Exército Imperial Coreano, foi desarmado.  Iniciando esta redução de Jinwidae, muitos regimentos do Exército Imperial Coreano foram dissolvidos a partir de 31 de julho de 1907.  Estas intervenções japonesas alimentaram os exércitos justos e várias milícias camponesas locais para lutar contra os japoneses. Esses exércitos justos lutaram contra o Japão com pouco sucesso.  A partir de 1909, os japoneses suprimiram todos os exércitos justos. Muitos membros dos exércitos justos fugiram para a Manchúria ou para o resto da China para se juntarem ao Exército da Independência. 
Outra forma pela qual os japoneses controlaram a Coreia foi implantando os japoneses no funcionalismo coreano. De acordo com o Tratado Japão-Coreia de 1907, os japoneses que serviram como conselheiros da Coreia foram incorporados ao governo central coreano. Em 31 de dezembro de 1908, 40,7% de todos os funcionários e 36,9% dos funcionários de alto escalão eram japoneses. Como resultado, muitos funcionários coreanos acabaram perdendo os seus empregos. 
Sob Terauchi Masatake, o Japão preparou-se para anexar a Coreia. Depois que o Tratado Japão-Coreia de 1910 foi assinado em 22 de agosto de 1910, o Império Coreano foi anexado. A anexação foi anunciada em 29 de agosto de 1910. 

## Militares
As Forças Armadas Imperiais (hangul: 대한제국군) foram os militares do Império Coreano. 

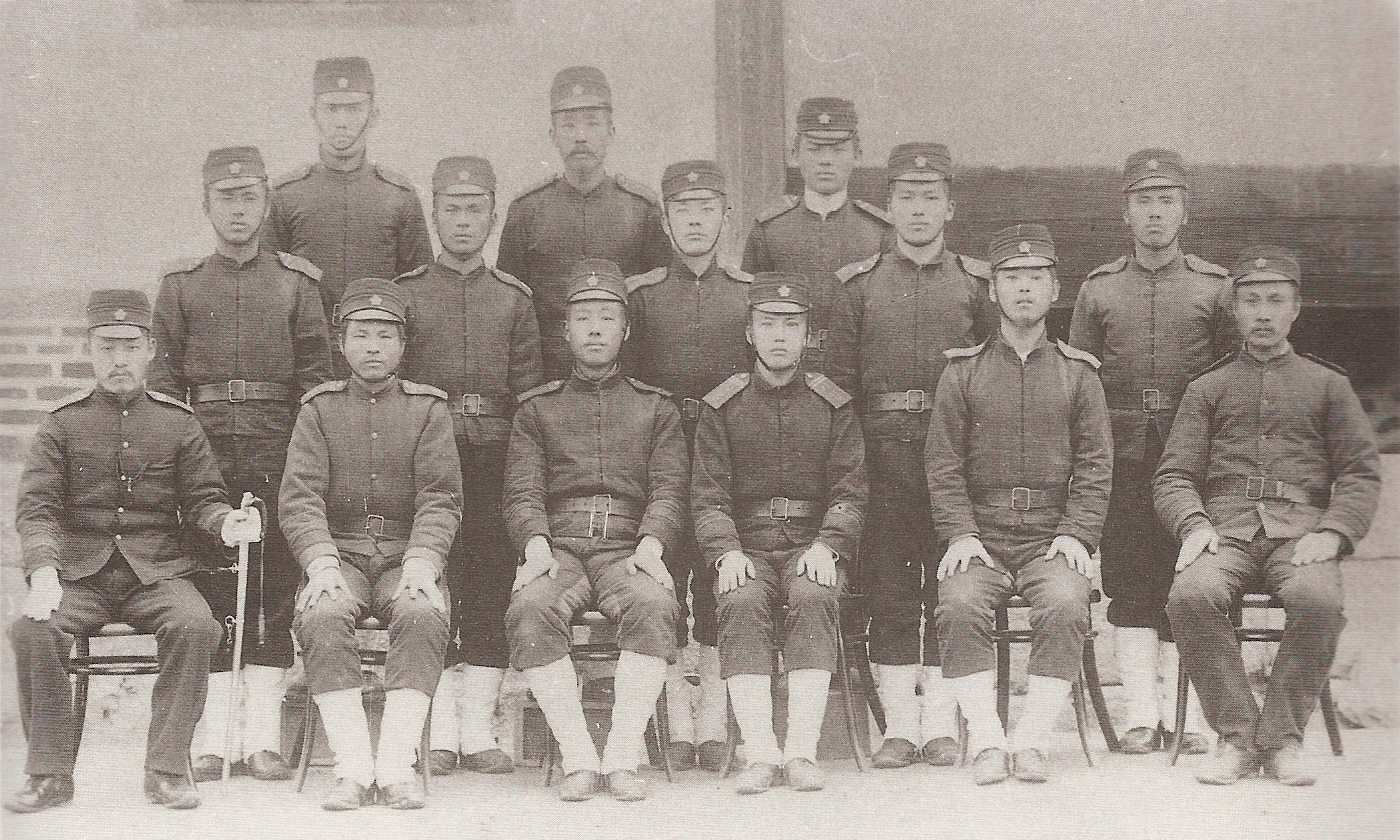
Soldados do Exército Imperial Coreano, 1898

### Composição
As Forças Armadas Imperiais eram compostas pelo Exército Imperial Coreano e pela Marinha Imperial Coreana. Com os exércitos central e provincial, o Imperial Coreano cresceu imensamente para 28.000 antes de 1907. 

### Organização
Sucedendo ao antigo Exército e Marinha Joseon, a Reforma Gwangmu reorganizou as forças armadas em uma estrutura moderna de estilo ocidental. Ao contrário da dinastia Joseon, o serviço era voluntário. Tinha um tamanho de cerca de 30.000 homens, incluindo soldados e cadetes.

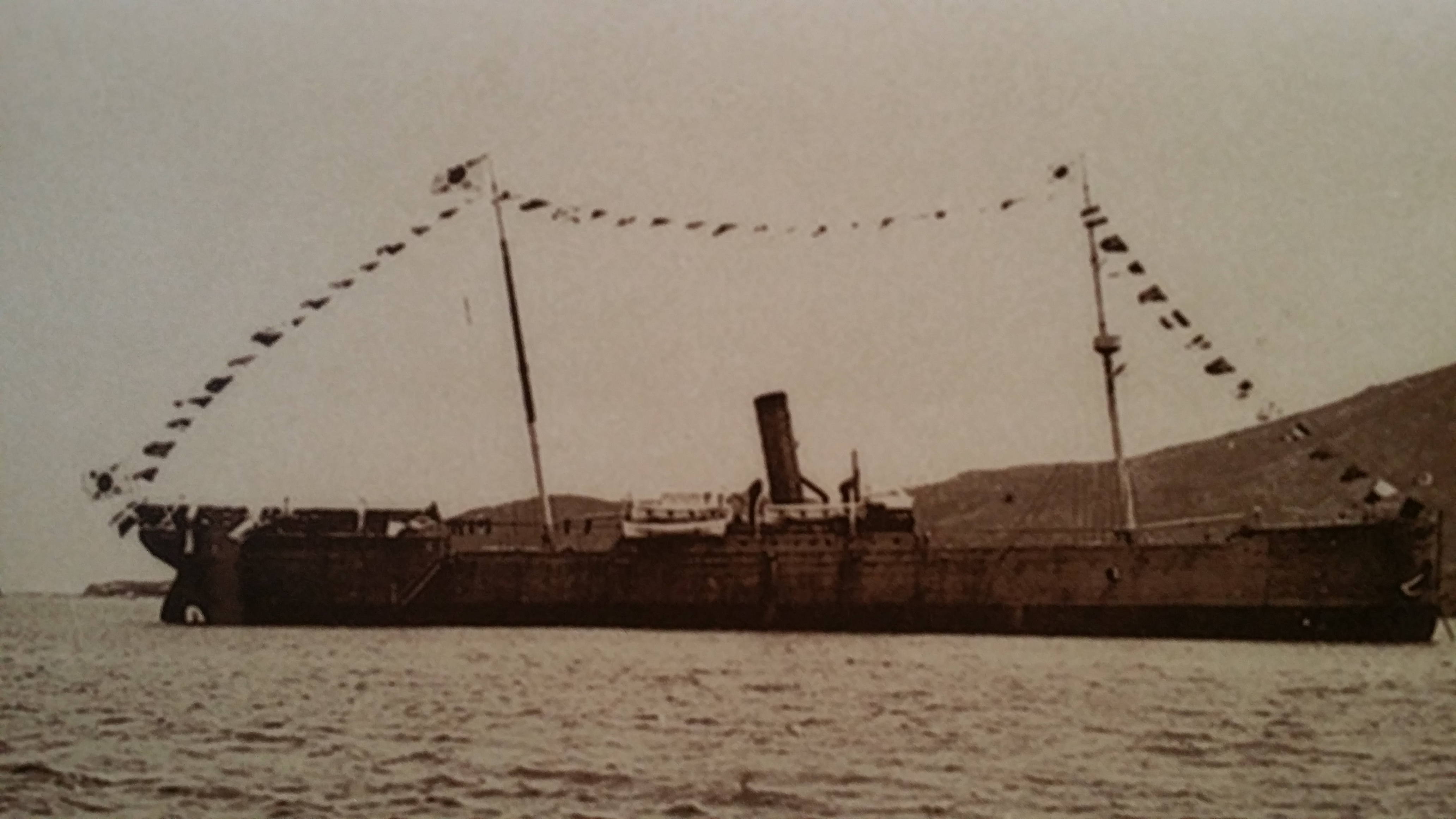
KIS Yangmu, o primeiro navio da Marinha Imperial Coreana

### Dissolução
Os militares foram dissolvidos em 1º de agosto de 1907, devido ao Tratado Japão-Coreia de 1907. O major Park Seung-hwan protestou cometendo suicídio, desencadeando uma revolta liderada por ex-soldados imperiais que levou à batalha no Portão de Namdaemun. O Imperador Sunjong incorporou os soldados restantes na Guarda Imperial até 1910, enquanto outros formaram as bases dos exércitos Justos.

## Economia
Algumas empresas modernas surgiram no Império Coreano, incluindo algumas máquinas manuais. Estas empresas enfrentaram uma crise quando os produtos japoneses foram importados para o país e as empresas não tinham intensidade de capital. Embora existissem infraestruturas bancárias limitadas, não foram capazes de apoiar adequadamente o desenvolvimento económico. Grandes empresas coreanas (sul-coreanas) existentes até hoje, como a Doosan e a Korea Electric Power Corporation, originaram-se durante o período imperial. 
No entanto, o Império Coreano conseguiu ter um bom crescimento económico. O PIB per capita do Império Coreano era de US$ 850 em 1900, o 26º maior do mundo e o 2º maior da Ásia. 
O progresso económico do Império Coreano foi refletido num relatório secreto que Hayashi Gonsuke enviou a Aoki Shūzō, indicando que o Império Coreano estava a tornar-se um participante económico no cenário global. 
A Era do Império Coreano foi um período em que as empresas modernas. No alvorecer do Império Coreano, funcionários do Partido Gaehwa como Ahn Gyeong-su, Yun Chi-ho e Yi Chae-yeon lideraram o estabelecimento de empresas. No entanto, à medida que o governo absoluto de Gojong foi estabelecido, aqueles que eram próximos do Imperador, incluindo Yi Yong-ik, Min Young-hwan e Yi Yun-yong, ficaram altamente interessados no estabelecimento de empresas. 
Receita fiscal do Império Coreano durante 1895–1905: 
| Ano                            | 1895      | 1896      | 1897      | 1898      | 1899      | 1900      | 1901      | 1902      | 1903       | 1904       | 1905       |
| ------------------------------ | --------- | --------- | --------- | --------- | --------- | --------- | --------- | --------- | ---------- | ---------- | ---------- |
| Valor da receita fiscal em won | 4,557,587 | 4,809,410 | 4,191,192 | 4,527,476 | 6,473,222 | 6,162,796 | 9,079,456 | 7,586,530 | 10,766,115 | 14,214,573 | 14,960,574 |

Despesas anuais do Império Coreano durante 1895–1905: 
| Ano                            | 1895      | 1896      | 1897      | 1898      | 1899      | 1900      | 1901      | 1902      | 1903      | 1904       | 1905       |
| ------------------------------ | --------- | --------- | --------- | --------- | --------- | --------- | --------- | --------- | --------- | ---------- | ---------- |
| Valor da receita fiscal em won | 3,244,910 | 5,144,531 | 3,967,647 | 4,419,432 | 6,128,229 | 5,558,972 | 8,020,151 | 6,932,037 | 9,697,371 | 12,370,795 | 12,947,624 |

## Relações diplomáticas
- Império do Japão: 1876–1910
- Estados Unidos: 1882–1905
- Império Alemão: 1883–1905
- Reino Unido da Grã-Bretanha e Irlanda: 1883–1905
- Império Russo: 1884–1905
- Reino da Itália: 1884–1905
- França: 1886–1905
- Áustria-Hungria: 1892–1905
- Dinastia Qing: 1899–1905
- Bélgica: 1901–1905
- Suécia e Noruega: 1902–1905

## Na cultura popular
- A ópera cômica americana de 1904, The Sho-Gun, escrita por George Ade e Gustav Luders, se passa no Império Coreano. [61] [62] [63]
- A série de TV sul-coreana de 2018, Mr. Sunshine, se passa nos últimos dias do Império Coreano.
- A série de TV sul-coreana de 2018, The Last Empress, retrata um Império Coreano moderno em uma realidade alternativa, juntamente com um segredo obscuro da família imperial que levou ao seu desaparecimento. [64]
- A série de TV sul-coreana de 2020, The King: Eternal Monarch, se passa em uma realidade alternativa onde o Império Coreano continua a existir no mundo moderno.

## Galeria
| {{{caption}}}           |
| Selo Nacional da Coreia |

| {{{caption}}} |
| Brasão        |

| {{{caption}}} |
| Parte do antigo edifício da legação russa em Seul. Em 1896, o rei Gojong e o príncipe herdeiro fugiram do Palácio Gyeongbok para a legação russa em Seul. |

| {{{caption}}} |
| Em 1900, o traje ocidental tornou-se o uniforme oficial dos funcionários civis coreanos. Vários anos depois, todos os policiais coreanos foram obrigados a usar uniformes modernizados. |

| {{{caption}}}          |
| Um bonde em Seul, 1903 |

| {{{caption}}}                       |
| A sede da Hanseong Electric Company |

| {{{caption}}}                                                                  |
| Infantaria japonesa marchando por Seul durante a Guerra Russo-Japonesa em 1904 |

| {{{caption}}} |
| Três emissários secretos, Yi Tjoune, Yi Sang-seol e Yi Wi-jong, que foram enviados a Haia em 1907 pelo Imperador Gojong (para leitura adicional, consulte Caso do Emissário Secreto de Haia) |